# 岩沼バイパス
- 日本の道路 > 一般国道 > 国道4号 > 岩沼バイパス
- 日本の道路 > 一般国道 > 国道6号 > 岩沼バイパス

岩沼バイパス（いわぬまバイパス）は、国道4号現道のうち、宮城県岩沼市の区間をいう。藤浪交差点以北は国道6号（終点：仙台市苦竹IC）と重複するが、国道6号の路線番号標識は設置されていない。

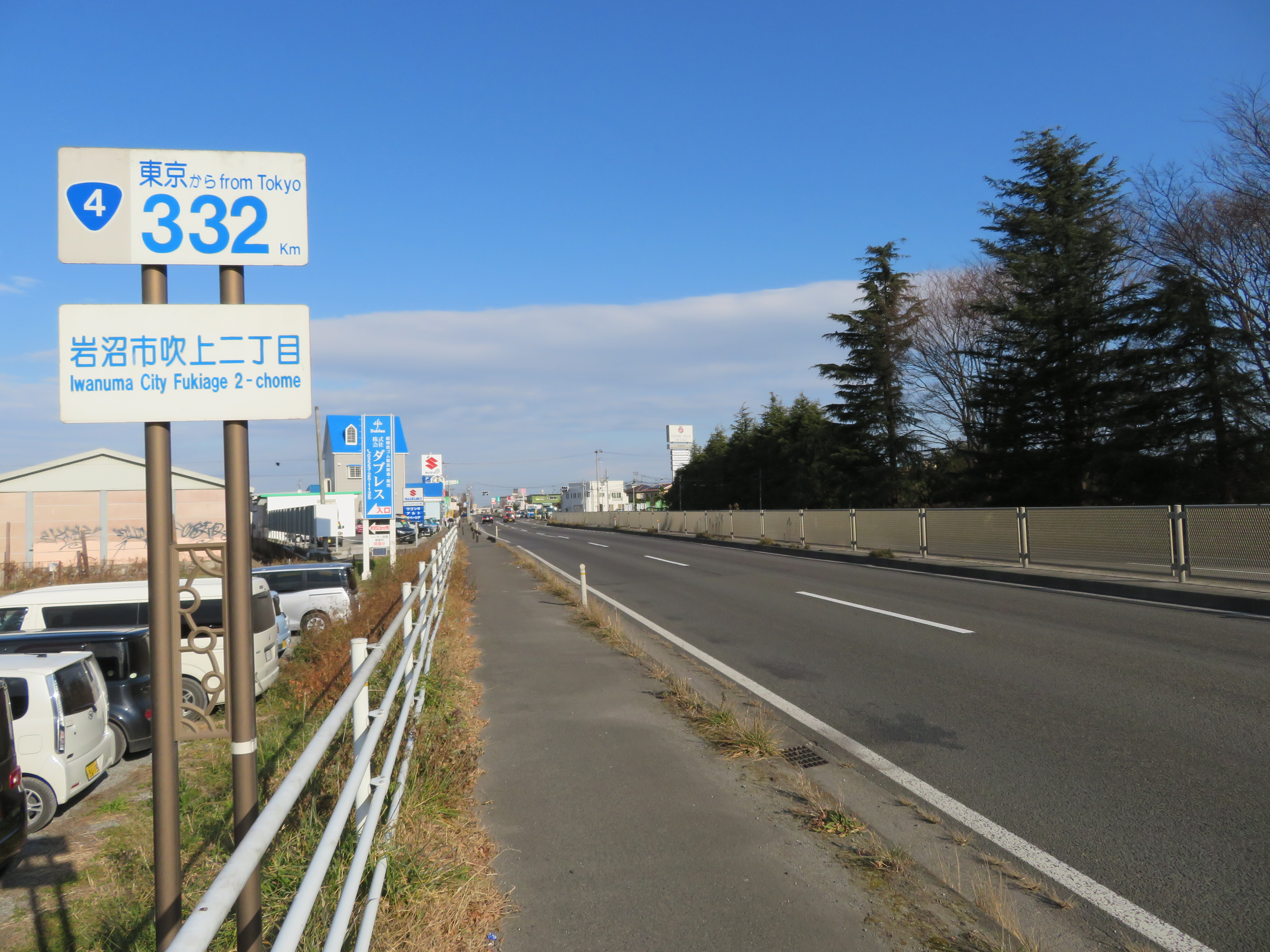
宮城県岩沼市吹上二丁目付近（国道4号の単独区間）

## 概要
- 起点：宮城県柴田郡柴田町四日市場
- 終点：宮城県岩沼市梶橋
- 全長：7.4 km
- 車線：4車線

## 特徴
柴田郡柴田町から富谷市までの仙台都市圏を縦断する、大規模なバイパス道路（広義の仙台バイパス）の一部である。
柴田町四日市場の岩沼市境で柴田バイパスからその名称を引き継ぐ。常磐線の跨線橋を越えると全体的にロードサイドショップが並ぶ道である。岩沼市藤浪交差点で国道6号と合流し（ただし藤浪交差点は福島方面から国道6号への右折が終日禁止）、岩沼警察署前を通過すると行政上は名取市との境界をまたぎ市境に沿って進むが、引き続き岩沼として認知されることが多いようで、下り線の仙台方面には岩沼市と名取市の市境標識が設置されていないため、名取市に入ったことを認知できないためある。岩沼市梶橋で旧道と合流したところで（狭義の）仙台バイパスにその名は引き継がれる。
旧国道4号は奥州街道（陸羽街道）に相当する。柴田町四日市場の岩沼市境で現道から右に逸れる。その後現道との立体交差をくぐり竹駒神社近くで旧国道6号と合流、かつての宿場町である岩沼市街を縦断して岩沼市梶橋で再び現道に合流する。ただし、現在この区間は岩沼市に移管された（一部は県道と重複している）ため、岩沼バイパスはバイパスと名がついているものの国道4号の本線である。
なお、梶橋交差点から名取市飯野坂交差点の間はもともと国道4号の本線であるが、仙台バイパスの一部でもあるため、便宜上「仙台バイパス」と呼ばれることがある。飯野坂交差点以北の仙台バイパスの名取市部分を「名取バイパス」と呼ぶ向きもあるが俗称であり正式名ではない。
国道6号との交点（藤浪交差点）以北は交通量が多く、特に下りの仙台方面は岩沼市役所入口の交点、上りの福島・相馬方面は国道6号との交点（藤浪交差点）や岩沼警察署前の末広交差点（宮城県道125号岩沼海浜緑地線との交点）で渋滞が発生しやすい。なお、藤浪交差点は福島方面から相馬方面の右折が終日禁止となっており、福島方面から相馬方面へ行く場合には一つ福島側の十字路を右折して旧国道6号を経由する形となる。

## 通過市町村
- 柴田郡柴田町 - 岩沼市 - 名取市 - 岩沼市

## 交差する道路など
- 上側が起点側、下側が終点側。左側が上り側、右側が下り側。
- 交差する道路の特記がないものは市道。

| 交差する道路など                      | 交差する道路など   | 交差する場所 | 交差する場所 |
| ------------------------------------- | ------------------ | ------------ | ------------ |
| 国道4号（柴田バイパス）福島・郡山方面 |                    |              |              |
| －                                    | 県道28号丸森柴田線 | 柴田町       | 四日市場     |
| －                                    | 県道39号仙台岩沼線 | 岩沼市       |              |
| 常磐線                                | 常磐線             | 岩沼市       | －           |
| 国道6号                               |                    | 岩沼市       | 藤浪         |
| 県道125号岩沼海浜緑地線               |                    | 岩沼市       | 末広         |
| －                                    | 県道25号岩沼蔵王線 | 岩沼市       |              |
| －                                    |                    | 岩沼市       | 梶橋         |
| 国道4号（仙台バイパス）仙台・一関方面 |                    |              |              |

## 歴史
- 1959年（昭和34年）：着工
- 1963年（昭和38年）5月：国道6号との交点以北4車線供用
- 1963年（昭和38年）12月：同以南暫定2車線供用
- 1979年（昭和54年）3月：全線4車線供用開始

## 交通量
2005年度（平成17年度道路交通センサスより）
平日24時間交通量（台）
- 柴田郡柴田町槻木字四日市場：53,218